# Delphinium pskemense
Delphinium pskemense är en ranunkelväxtart som beskrevs av Alexander Nikolaevitsch Sennikov och Lazkov. Delphinium pskemense ingår i släktet storriddarsporrar, och familjen ranunkelväxter. Inga underarter finns listade i Catalogue of Life.